# Ha’Atzma’ut
HaʿAtzmaʾut (hebräisch הָעַצְמָאוּת ‚die Unabhängigkeit‘) war eine politische Partei in Israel, die am 17. Januar 2011 von Ehud Barak gegründet wurde, als er gemeinsam mit Matan Vilnai, Schalom Simchon, Orit Noked und Einat Wilf die ʿAvodah verließ. Die Partei war dadurch mit fünf Mandaten in der 18. Knesset vertreten. Sie vertrat die politische Mitte sowie zionistische und demokratische Positionen.
Am 26. November 2012 gab Barak bekannt, seine politische Karriere zu beenden und im Januar 2013 nicht mehr für einen Sitz in der Knesset zu kandidieren. An den Wahlen zur Knesset im Januar 2013 nahm die Partei nicht teil.